# Алмазова Галина Олексіївна
Гали́на Олексі́ївна Алма́зова (позивний «Вітерець») — українська гонщиця, підприємиця, волонтерка, парамедикиня, військовослужбовиця. Молодший лейтенант Збройних сил України, учасниця російсько-української війни. Захисниця Гостомеля. Майстер спорту з авторалі. Учасниця Революції гідності. Лицарка ордена Богдана Хмельницького III ступеня (2022). Кавалерка ордена «Народний герой України».

## Життєпис
У 2006 році на перегонах у Польщі здобула титул «Королева доріг». До окупації Криму брала участь в етапі Чемпіонату Європи «Ралі-Ялта».
Працювала гендиректором мережі танцювальних шкіл і комерційним директором компанії з реалізації нафтопродуктів. 
Учасниця Революції гідності. Від 2014 року займалася волонтерською діяльністю. Восени того ж року стала водійкою, парамедикинею та керівницею швидкої допомоги медичної команди швидкого реагування «Вітерець» на сході України.
Під час повномасштабного російського вторгнення служила заступницею з морально-психологічного забезпечення командира окремого батальйону спеціального призначення «Дике поле».
9 серпня 2022 року при штурмі населеного пункту Байрак Ізюмського району, під постійними ворожими обстрілами, молодша лейтенантка Галина Алмазова особисто керувала неброньованим автомобілем медичної евакуації, евакуювала із зони бойових дій понад 110 поранених бійців батальйону «Дике поле».
У березні 2024 року Українська Правда включила Галину Алмазову до списку 100 жінок-лідерок, які в перші дні повномасштабного вторгнення приєдналися до війська або стали волонтерками.

## Нагороди
- орден Богдана Хмельницького III ступеня (6 липня 2022) — за особисту мужність і самовіддані дії, виявлені у захисті державного суверенітету та територіальної цілісності України, вірність військовій присязі[11];
- орден «Народний Герой України» (10 лютого 2016)[12];
- медаль «За врятоване життя» (2 грудня 2016) — за врятування життя людей, вагомий особистий внесок у розвиток волонтерського руху, активну благодійну і гуманістичну діяльність та з нагоди Міжнародного дня волонтера[13].